# Тайвань на летних Олимпийских играх 2012
Тайвань был представлен на летних Олимпийских играх 2012, и завоевал одну серебряную и одну бронзовую медали.

## Награды
| Медаль  | Спортсмен  | Вид спорта       | Дисциплина        |
| ------- | ---------- | ---------------- | ----------------- |
| Серебро | Сюй Шуцзин | Тяжёлая атлетика | Женщины, до 53 кг |
| Бронза  | Цзэн Личэн | Тхэквондо        | Женщины, до 57 кг |

## Результаты соревнований

### Академическая гребля
В следующий раунд из каждого заезда проходили несколько лучших экипажей (в зависимости от дисциплины). В утешительный заезд попадали спортсмены, выбывшие в предварительном раунде. В финал A выходили 6 сильнейших экипажей, остальные разыгрывали места в утешительных финалах B-F.
Мужчины
| Соревнование | Спортсмены  | Предварительный заезд | Предварительный заезд | Предварительный заезд | Отборочный заезд | Отборочный заезд | Отборочный заезд | Четвертьфинал | Четвертьфинал | Четвертьфинал | Полуфинал     | Полуфинал     | Полуфинал     | Финал   | Финал   | Итоговое место |
| Соревнование | Спортсмены  | Заезд                 | Время                 | Место                 | Заезд            | Время            | Место            | Заезд         | Время         | Место         | Заезд         | Время         | Место         | Время   | Место   | Итоговое место |
| ------------ | ----------- | --------------------- | --------------------- | --------------------- | ---------------- | ---------------- | ---------------- | ------------- | ------------- | ------------- | ------------- | ------------- | ------------- | ------- | ------- | -------------- |
| одиночки     | Ван Минхуэй | 6                     | 7:15,77               | 4                     | 2                | BUW              | BUW              | Не участвовал | Не участвовал | Не участвовал | Полуфинал E/F | Полуфинал E/F | Полуфинал E/F | Финал E | Финал E | 26             |
| одиночки     | Ван Минхуэй | 6                     | 7:15,77               | 4                     | 2                | BUW              | BUW              | Не участвовал | Не участвовал | Не участвовал | 2             | 7:33,18       | 1             | 7:33,28 | 2       | 26             |

### Бадминтон
Спортсменов — 8
Мужчины
| Соревнование     | Спортсмены           | Групповой этап            | Групповой этап       | Групповой этап | 1/8 финала    | 1/4 финала    | 1/2 финала    | Финал         | Финал |
| Соревнование     | Спортсмены           | 1 матч                    | 2 матч               | 3 матч         | 1/8 финала    | 1/4 финала    | 1/2 финала    | Финал         | Финал |
| Соревнование     | Спортсмены           | Соперник Счёт             | Соперник Счёт        | Соперник Счёт  | Соперник Счёт | Соперник Счёт | Соперник Счёт | Соперник Счёт | Место |
| ---------------- | -------------------- | ------------------------- | -------------------- | -------------- | ------------- | ------------- | ------------- | ------------- | ----- |
| Одиночный разряд | Сюй Жэньхао          | Владимир Иванов (RUS) 0:2 | Сон Ван Хо (KOR) 0:2 |                |               |               |               |               | 31    |
| Парный разряд    | Фан Цземинь Ли Шэнму |                           |                      |                |               |               |               |               |       |

Женщины
| Соревнование     | Спортсмены               | Групповой этап | Групповой этап | Групповой этап | 1/8 финала    | 1/4 финала    | 1/2 финала    | Финал         | Финал |
| Соревнование     | Спортсмены               | 1 матч         | 2 матч         | 3 матч         | 1/8 финала    | 1/4 финала    | 1/2 финала    | Финал         | Финал |
| Соревнование     | Спортсмены               | Соперник Счёт  | Соперник Счёт  | Соперник Счёт  | Соперник Счёт | Соперник Счёт | Соперник Счёт | Соперник Счёт | Место |
| ---------------- | ------------------------ | -------------- | -------------- | -------------- | ------------- | ------------- | ------------- | ------------- | ----- |
| Одиночный разряд | Чжэн Шаоцзе              |                |                |                |               |               |               |               |       |
| Одиночный разряд | Дай Цзыин                |                |                |                |               |               |               |               |       |
| Парный разряд    | Чжэн Вэньсин Цзе Юйцзинь |                |                |                |               |               |               |               |       |

Микст
| Соревнование | Спортсмены                | Групповой этап | Групповой этап | Групповой этап | 1/8 финала    | 1/4 финала    | 1/2 финала    | Финал         | Финал |
| Соревнование | Спортсмены                | 1 матч         | 2 матч         | 3 матч         | 1/8 финала    | 1/4 финала    | 1/2 финала    | Финал         | Финал |
| Соревнование | Спортсмены                | Соперник Счёт  | Соперник Счёт  | Соперник Счёт  | Соперник Счёт | Соперник Счёт | Соперник Счёт | Соперник Счёт | Место |
| ------------ | ------------------------- | -------------- | -------------- | -------------- | ------------- | ------------- | ------------- | ------------- | ----- |
| Микст        | Чжэнь Хунлин Чжэн Вэньсин |                |                |                |               |               |               |               |       |

### Велоспорт
Спортсменов — 1

#### Шоссейный велоспорт
Женщины
| Соревнование    | Спортсмены | Время | Место |
| --------------- | ---------- | ----- | ----- |
| групповая гонка | Сяо Мэйюй  | OTL   |       |

### Лёгкая атлетика
Спортсменов — 2
Мужчины
| Дисциплина     | Спортсмен     | Предварительный раунд | Предварительный раунд | Четвертьфиналы | Четвертьфиналы | Полуфиналы | Полуфиналы | Финал     | Финал |
| Дисциплина     | Спортсмен     | Результат             | Место                 | Результат      | Место          | Результат  | Место      | Результат | Место |
| -------------- | ------------- | --------------------- | --------------------- | -------------- | -------------- | ---------- | ---------- | --------- | ----- |
| прыжки в длину | Линь Цинсюань | 7,38                  | 17                    |                |                |            |            |           |       |
| толкание ядра  | Чжан Минхуан  | 20,25                 | 6                     |                |                |            |            | 19,99     | 12    |

### Настольный теннис
Спортсменов — 2
Соревнования по настольному теннису проходили по системе плей-офф. Каждый матч продолжался до тех пор, пока один из теннисистов не выигрывал 4 партии. Сильнейшие 16 спортсменов начинали соревнования с третьего раунда, следующие 16 по рейтингу стартовали со второго раунда.
Мужчины
| Соревнование     | Спортсмены          | Квалификация       | Первый раунд       | Второй раунд       | Третий раунд               | 1/8 финала                 | Четвертьфинал              | Полуфинал               | Финал                      | Место |
| Соревнование     | Спортсмены          | Соперник Результат | Соперник Результат | Соперник Результат | Соперник Результат         | Соперник Результат         | Соперник Результат         | Соперник Результат      | Соперник Результат         | Место |
| ---------------- | ------------------- | ------------------ | ------------------ | ------------------ | -------------------------- | -------------------------- | -------------------------- | ----------------------- | -------------------------- | ----- |
| Одиночный разряд | Чжуан Цзиньюань (5) | Не участвовал      | Не участвовал      | Не участвовал      | Д. Цвикль (HUN) (52) В 4:0 | А. Гачина (CRO) (27) В 4:2 | А. Кришан (ROU) (15) В 4:0 | Ван Хао (CHN) (2) П 1:4 | за 3-е место               | 4     |
| Одиночный разряд | Чжуан Цзиньюань (5) | Не участвовал      | Не участвовал      | Не участвовал      | Д. Цвикль (HUN) (52) В 4:0 | А. Гачина (CRO) (27) В 4:2 | А. Кришан (ROU) (15) В 4:0 | Ван Хао (CHN) (2) П 1:4 | Д. Овчаров (GER) (8) П 2:4 | 4     |

Женщины
Одиночный разряд
| Соревнование     | Спортсмены | Предварительный раунд | Первый раунд       | Второй раунд       | Третий раунд       | Четвёртый раунд    | Четвертьфинал      | Полуфинал          | Финал              |
| Соревнование     | Спортсмены | Соперник Результат    | Соперник Результат | Соперник Результат | Соперник Результат | Соперник Результат | Соперник Результат | Соперник Результат | Соперник Результат |
| ---------------- | ---------- | --------------------- | ------------------ | ------------------ | ------------------ | ------------------ | ------------------ | ------------------ | ------------------ |
| Одиночный разряд | Хуан Ихуа  |                       |                    |                    |                    |                    |                    |                    |                    |

### Парусный спорт
Спортсменов — 1
Соревнования по парусному спорту в каждом из классов состояли из 10 гонок, за исключением класса 49er, где проводилось 15 заездов. В каждой гонке спортсмены стартовали одновременно. Победителем каждой из гонок становился экипаж, первым пересекший финишную черту. Количество очков, идущих в общий зачёт, соответствовало занятому командой месту. 10 лучших экипажей по результатам 10 гонок попадали в медальную гонку, результаты которой также шли в общий зачёт. В случае если участник соревнований не смог завершить гонку ему начислялось количество очков, равное количеству участников плюс один. При итоговом подсчёте очков не учитывался худший результат, показанный экипажем в одной из гонок. Сборная, набравшая наименьшее количество очков, становится олимпийским чемпионом.
Мужчины
| Класс | Спортсмены | Гонка | Гонка | Гонка | Гонка | Гонка | Гонка | Гонка | Гонка | Гонка | Гонка | Гонка         | Очки | Место |
| Класс | Спортсмены | 1     | 2     | 3     | 4     | 5     | 6     | 7     | 8     | 9     | 10    | M             | Очки | Место |
| ----- | ---------- | ----- | ----- | ----- | ----- | ----- | ----- | ----- | ----- | ----- | ----- | ------------- | ---- | ----- |
| RS:X  | Чжан Хао   | 33    | 36    | 35    | 36    | 33    | 33    | 37    | 37    | 24    | 22    | Не участвовал | 289  | 35    |

Использованы следующие сокращения:
- M — медальная гонка

### Стрельба
Спортсменов — 2
Женщины
| Соревнование                       | Спортсмены  | Квалификация | Квалификация | Финал | Всего     | Всего |
| Соревнование                       | Спортсмены  | Результат    | Место        | Финал | Результат | Место |
| ---------------------------------- | ----------- | ------------ | ------------ | ----- | --------- | ----- |
| Пневматический пистолет, 10 метров |             |              |              |       |           |       |
| Трап                               | Линь Ицзюнь | 68           | 10           | —     | —         | —     |

### Стрельба из лука
Мужчины
| Соревнование              | Спортсмены                          | Квалификация | Квалификация | 1/32 финала        | 1/16 финала        | 1/8 финала                | Четвертьфинал         | Полуфинал             | Финал                 | Место |
| Соревнование              | Спортсмены                          | Результат    | Место        | Соперник Результат | Соперник Результат | Соперник Результат        | Соперник Результат    | Соперник Результат    | Соперник Результат    | Место |
| ------------------------- | ----------------------------------- | ------------ | ------------ | ------------------ | ------------------ | ------------------------- | --------------------- | --------------------- | --------------------- | ----- |
| Индивидуальное первенство | Чэнь Юйчэн                          |              |              |                    |                    |                           |                       |                       |                       |       |
| Индивидуальное первенство | Го Чжэнвэй                          |              |              |                    |                    |                           |                       |                       |                       |       |
| Индивидуальное первенство | Ван Чжэнбан                         |              |              |                    |                    |                           |                       |                       |                       |       |
| Командное первенство      | Чжэнь Юйчжэн Го Чжэнвэй Ван Чжэнбан | 1972         | 11           |                    |                    | Италия (6) · пор. 206:216 | Завершили выступление | Завершили выступление | Завершили выступление | 9     |

Женщины
| Соревнование              | Спортсмены                       | Квалификация | Квалификация | 1/32 финала           | 1/16 финала             | 1/8 финала            | Четвертьфинал                    | Полуфинал             | Финал                 | Место |
| Соревнование              | Спортсмены                       | Результат    | Место        | Соперник Результат    | Соперник Результат      | Соперник Результат    | Соперник Результат               | Соперник Результат    | Соперник Результат    | Место |
| ------------------------- | -------------------------------- | ------------ | ------------ | --------------------- | ----------------------- | --------------------- | -------------------------------- | --------------------- | --------------------- | ----- |
| индивидуальное первенство | Тань Ятин                        | 671          | 3            | SUIН. Дилен В 6:4     | GERЕ. Рихтер В 6:2      | ITAП. Льонетти П 2:6  | Завершила выступление            | Завершила выступление | Завершила выступление | 9     |
| индивидуальное первенство | Линь Цзяэнь                      |              |              |                       |                         |                       |                                  |                       |                       |       |
| индивидуальное первенство | Лэй Цяньин                       | 638          | 39           | TURБ. Лёклюоглу В 6:0 | DENК. Кристиансен П 4:6 | Завершила выступление | Завершила выступление            | Завершила выступление | Завершила выступление | 17    |
| командное первенство      | Тань Ятин Линь Цзяэнь Лэй Цяньин | 1976         | 3            | Не проводится         | Не проводится           | Не участвовали        | Россия (6) · П (26) 216:216 (28) | Завершили выступление | Завершили выступление | 5     |

### Тхэквондо
Спортсменов — 3
Женщины
| Соревнование | Спортсмен   | Турнир       | 1/8 финала         | Четвертьфинал      | Полуфинал          | Финал              |
| Соревнование | Спортсмен   | Турнир       | Соперник Результат | Соперник Результат | Соперник Результат | Соперник Результат |
| ------------ | ----------- | ------------ | ------------------ | ------------------ | ------------------ | ------------------ |
| До 58 кг     | Вэй Чжэньян | За 1-е место |                    |                    |                    |                    |
| До 58 кг     | Вэй Чжэньян | За 3-е место |                    |                    |                    |                    |

Женщины
| Соревнование | Спортсмен  | Турнир       | 1/8 финала         | Четвертьфинал      | Полуфинал          | Финал              |
| Соревнование | Спортсмен  | Турнир       | Соперник Результат | Соперник Результат | Соперник Результат | Соперник Результат |
| ------------ | ---------- | ------------ | ------------------ | ------------------ | ------------------ | ------------------ |
| До 49 кг     | Ян Шуцзунь | За 1-е место |                    |                    |                    |                    |
| До 49 кг     | Ян Шуцзунь | За 3-е место |                    |                    |                    |                    |
| До 57 кг     | Цзэн Личэн | За 1-е место |                    |                    |                    |                    |
| До 57 кг     | Цзэн Личэн | За 3-е место |                    |                    |                    |                    |

### Тяжёлая атлетика
Спортсменов — 4
Мужчины
| Категория    | Спортсмен  | Вес    | Рывок | Рывок | Рывок | Толчок | Толчок | Толчок | Всего | Место |
| Категория    | Спортсмен  | Вес    | 1     | 2     | 3     | 1      | 2      | 3      | Всего | Место |
| ------------ | ---------- | ------ | ----- | ----- | ----- | ------ | ------ | ------ | ----- | ----- |
| свыше 105 кг | Чэнь Шицзе | 141.14 | 177   | 182   | 185   | 230    | 236    | 240    | 418   | 10    |

Женщины
| Категория | Спортсмен   | Вес   | Рывок | Рывок | Рывок | Толчок | Толчок | Толчок | Всего | Место |
| Категория | Спортсмен   | Вес   | 1     | 2     | 3     | 1      | 2      | 3      | Всего | Место |
| --------- | ----------- | ----- | ----- | ----- | ----- | ------ | ------ | ------ | ----- | ----- |
| до 53 кг  | Сюй Шуцзин  | 52.41 | 91    | 94    | 96    | 120    | 123    | 123    | 219   | 2     |
| до 58 кг  | Ко Хсинчунь | 56.95 | 99    | 101   | 102   | 129    | 133    | 133    | 228   | 8     |
| до 69 кг  | Хуан Шисюй  | 68.45 | 110   | 115   | 115   | 130    | 130    | 131    | 241   | 7     |